# Myliobatiformes
Myliobatiformes é uma ordem de raias proposta por Leonard Compagno em 1973; de acordo com a sua revisão de 1999 esta ordem engloba as seguintes famílias:
- Dasyatidae
- Gymnuridae
- Hexatrygonidae
- Mobulidae
- Myliobatidae
- Plesiobatidae
- Potamotrygonidae
- Rhinopteridae e
- Urolophidae

Segundo o ITIS, a ordem é igualmente listada por Nelson, 1994, a mesma referência dada pela FishBase para as famílias da ordem Rajiformes, não considerando a ordem Myliobatiformes. A Animal Diversity Web também não considera esta ordem, colocando todas as raias na ordem Rajiformes.
De acordo com a pesquisa do Google, a ordem é amplamente citada na literatura.
A espécie de Raia Manta (ou jamanta), considerada a maior de sua espécie, é encontrada com frequente sazonalidade na baía de Paranaguá e estudos indicam que é o único lugar no mundo que isto ocorre.